# Shiho Onodera
Shiho Onodera (født 18. november 1973) er en tidligere japansk fodboldspiller. Hun har tidligere spillet for Japans kvindefodboldlandshold.

## Japans fodboldlandshold
| Japans landshold | Japans landshold | Japans landshold |
| År               | Kmp              | Mål              |
| ---------------- | ---------------- | ---------------- |
| 1995             | 4                | 0                |
| 1996             | 4                | 0                |
| 1997             | 0                | 0                |
| 1998             | 2                | 0                |
| 1999             | 1                | 0                |
| 2000             | 2                | 0                |
| 2001             | 3                | 0                |
| 2002             | 2                | 0                |
| 2003             | 2                | 0                |
| 2004             | 3                | 0                |
| Total            | 23               | 0                |